# Nigidius laevigatus
Nigidius laevigatus là một loài bọ cánh cứng trong họ Lucanidae. Loài này được Harold mô tả khoa học năm 1878.